# Olifantendoders
Olifantendoders is een televisieprogramma dat vanaf 2004 werd uitgezonden op Omroep Brabant. Hierin gaan Merlijn Passier en Leon van der Zanden in iedere aflevering in op een ander taboe of vooroordeel door middel van reportages en interviews met deskundigen.

## Afleveringen

### Seizoen 1
1. Eenzame ouderen
2. Homo's en voetbal
3. Vrouwbeeld van Marokkanen
4. Ex-gedetineerden op de arbeidsmarkt
5. Mensen met schulden
6. Analfabetisme
7. Sektes
8. Vreemdgaan
9. Huiselijk geweld tegen mannen
10. Pesten op de werkvloer

### Seizoen 2
1. Verslaafde daklozen
2. Fanatieke voetbalsupporters
3. De paranormale wereld
4. De porno-industrie
5. Fantasygames
6. Psychiatrie
7. Kickboksen
8. Relatiebemiddeling
9. Het internaat
10. Nederhop
11. Travestie

### Seizoen 3
1. Het leger
2. Alternatieve geneeswijzen
3. Kindervrijen
4. Zelfdoding
5. Tienermoeders
6. Betaalde seks
7. Kleine mensen
8. Brabantse identiteit
9. Hekserij
10. Pedofilie
11. Woonwagenbewoners
12. Aids en Hiv
13. Fobieën
14. Aliens en UFO's

### Seizoen 4
- De Nacht van de Olifantendoders

1. Eetstoornissen
2. Dwaze vaders
3. Mannen en auto's
4. Zelfbeschadiging
5. Getrouwde homo's
6. Het mannelijk lichaam
7. Nieuwetijdsdenken
8. Open relaties
9. Spelletjes
10. De dood
11. De dood 2
12. PTSS
13. Ouders met een verstandelijke handicap